# Mirăslău (rijeka)
Mirăslău je rijeka u Rumunjskoj, u županijama Alba i Cluj, desni pritok Moriša.